# Apha aequalis
Apha aequalis là một loài bướm đêm thuộc họ Eupterotidae. Loài này được Felder mô tả năm 1874. Loài này có ở Nhật Bản.
Sải cánh của loài này dài 45–59 mm.
Ấu trùng của loài này ăn nhiều loài thực vật, trong đó có Lonicera japonica.